# Manchaca, Texas
Manchaca, Texas (енгл. Manchaca) насељено је место без административног статуса у америчкој савезној држави Тексас.

## Демографија
По попису из 2010. године број становника је 1.133.
| Група             | 2000.    | 2010.       |
| Белци             | 0 (0,0%) | 716 (63,2%) |
| Афроамериканци    | 0 (0,0%) | 17 (1,5%)   |
| Азијати           | 0 (0,0%) | 10 (0,9%)   |
| Хиспаноамериканци | 0 (0,0%) | 364 (32,1%) |
| Укупно            | 0        | 1.133       |